# Sunderland Lustreware

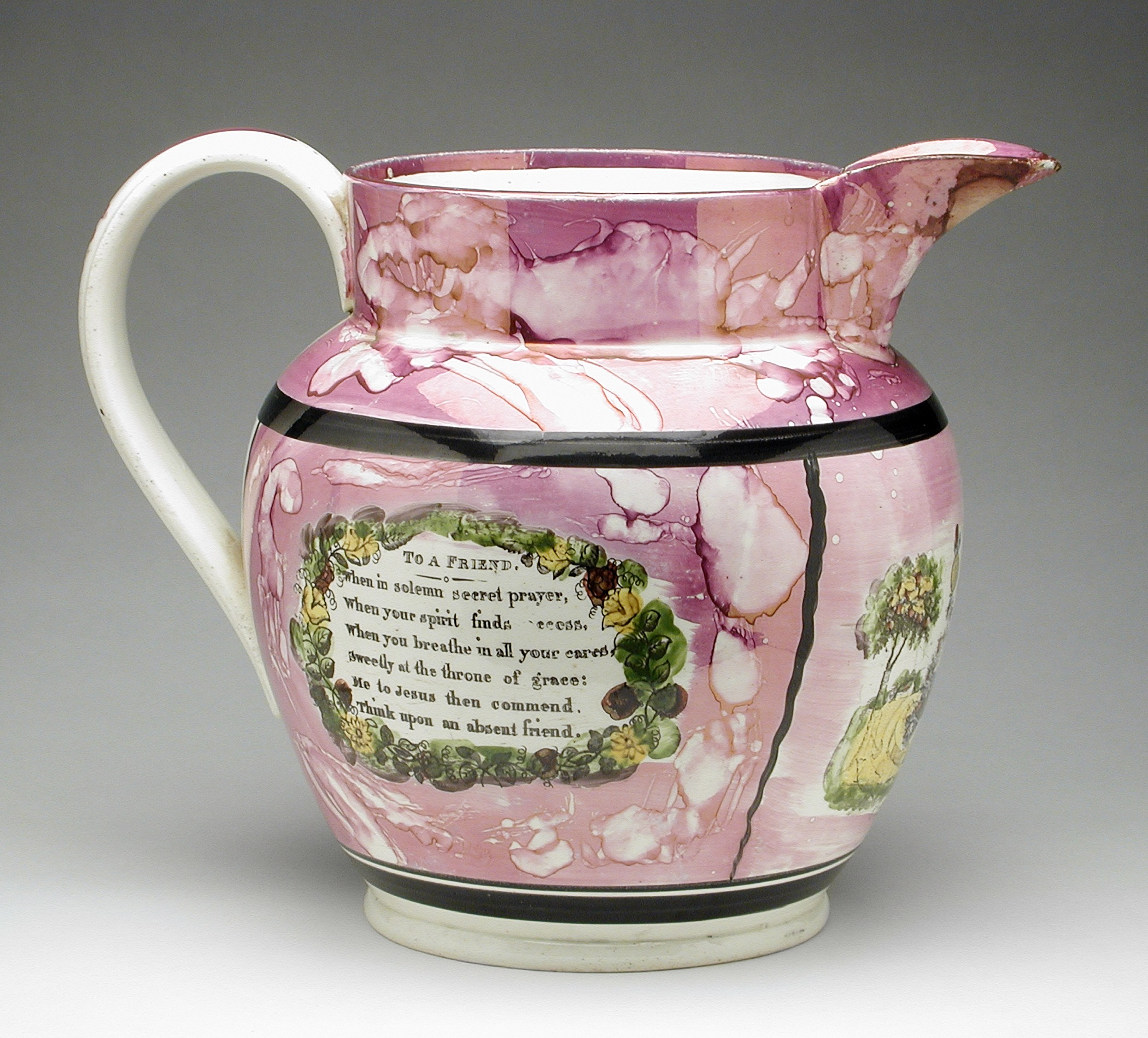
Pichet, c. 1820, avec éclat rose "splash".

Le « Sunderland Lustreware » est un type de poterie, élaboré principalement au début du XIXe siècle, dans plusieurs unités de fabrication autour de Sunderland, Angleterre ,.

## Historique
Selon Michael Gibson, 16 fabricants de faïences étaient installés à Sunderland dont sept ont produit des lustrewares (aux côtés de marchandises conventionnelles de divers types) au XIXe siècle. Beaucoup ne sont pas marquées et sont difficiles ou impossibles à distinguer des articles similaires fabriqués dans les ateliers du Staffordshire, de Newcastle upon Tyne ou de North Shields. 
Dans une certaine mesure, Sunderland est devenu une référence pour le style, plutôt qu'une indication spécifique de l'origine.

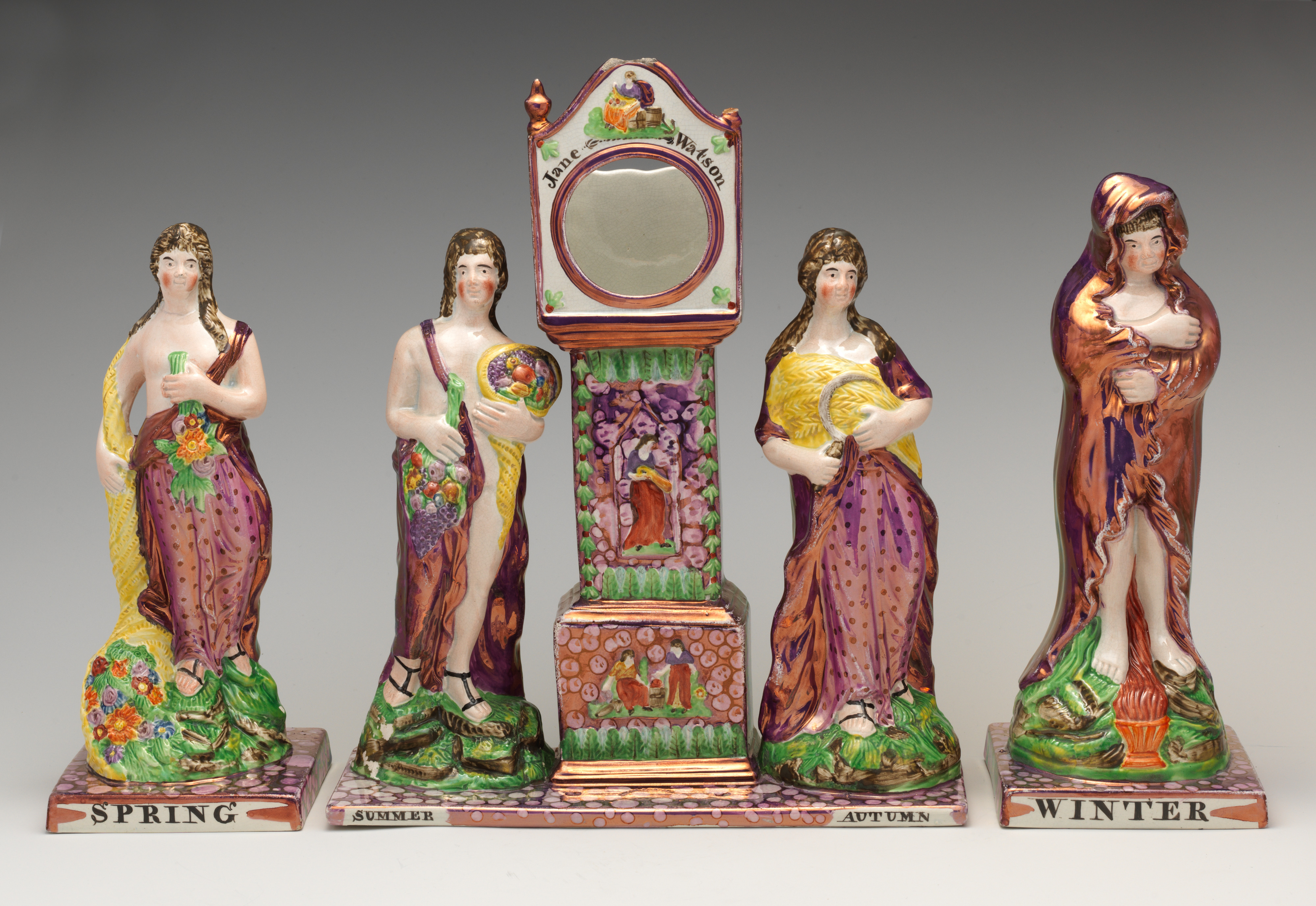
Horloge chimneypiece de trois pièces, avec des figures des quatre saisons, Dixon Austin and Co., 1820-26. Hauteur maximale 12 pouces.

Le Lustreware n'a pas été fabriqué en Angleterre avant le début du XIXe siècle, il a été initialement produit dans le Staffordshire où Wedgwood a développé une finition lustrée rose ou or vers 1805, vendue sous le nom de "Moonlight".
Les usines de Sunderland fabriquaient pour la plupart des pièces assez bon marché et populaires, dont beaucoup étaient des plats, en particulier des plats rectangulaires avec des bords « cadre photo » et une image dans le panneau central. Ils sont généralement de la couleur rose caractéristique. Il peut s'agir d'une image imprimée par transfert d'un navire, d'une célébrité, d'un bâtiment ou d'une inscription personnelle peinte (connue sous le nom de pièce de présentation). Beaucoup ont utilisé l'effet "brillant lustré", obtenu en laissant tomber des gouttes d'huile sur la pièce lustrée avant passage au feu.

## Objets de collection
Cette poterie est devenue objet de collection. Elle se découvre le plus souvent sous une forme rose, mais on trouve également de l'orange et d'autres couleurs. Les pièces typiques sont des assiettess avec des images et des textes moraux ou religieux et des pichets présentant le pont sur le Wear ou divers dispositifs héraldiques,en particulier maçonniques. Le Wearmouth Bridge qui a rouvert après une reconstruction majeure en 1859 est souvent représenté. La plupart des pièces disponibles aujourd'hui ont été produites dans Anthony Scott's Pottery à Southwick, Dawson's Pottery à Low Ford (maintenant South Hylton) ou à Dixon, chez Austin & Co.
Une collection complète est exposée au Sunderland Museum and Winter Gardens.

## Galerie

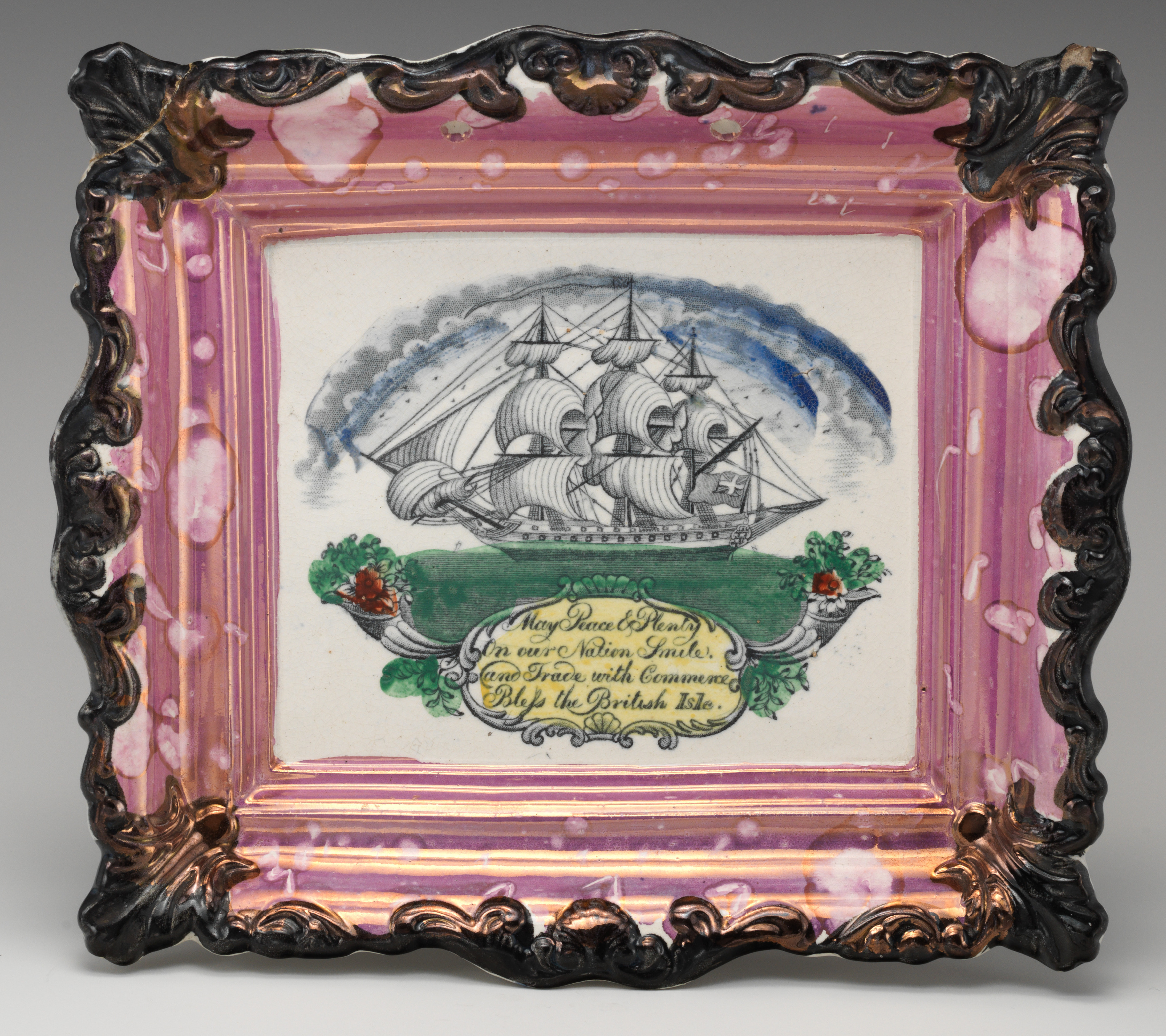
Navire imprimé par transfert avec l'inscription "May Peace & Plenty /On our Nation Smile/and trade with Commerce/Bless the British Isle".
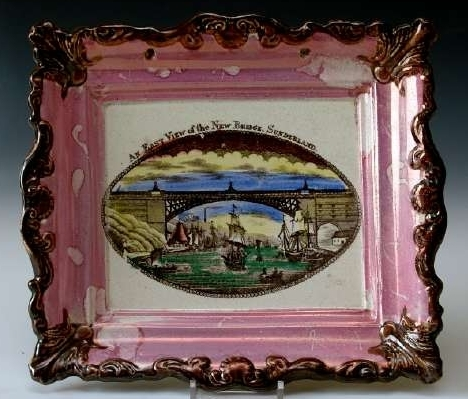
Assiette représentant le Wearmouth Bridge.
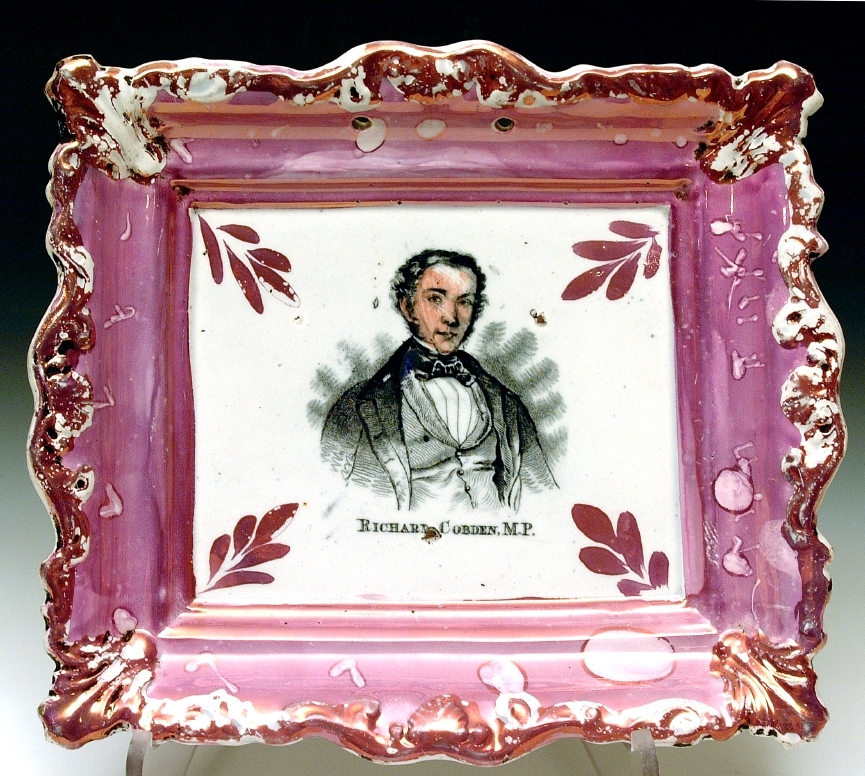
Assiette avec Richard Cobden MP, leader radical.
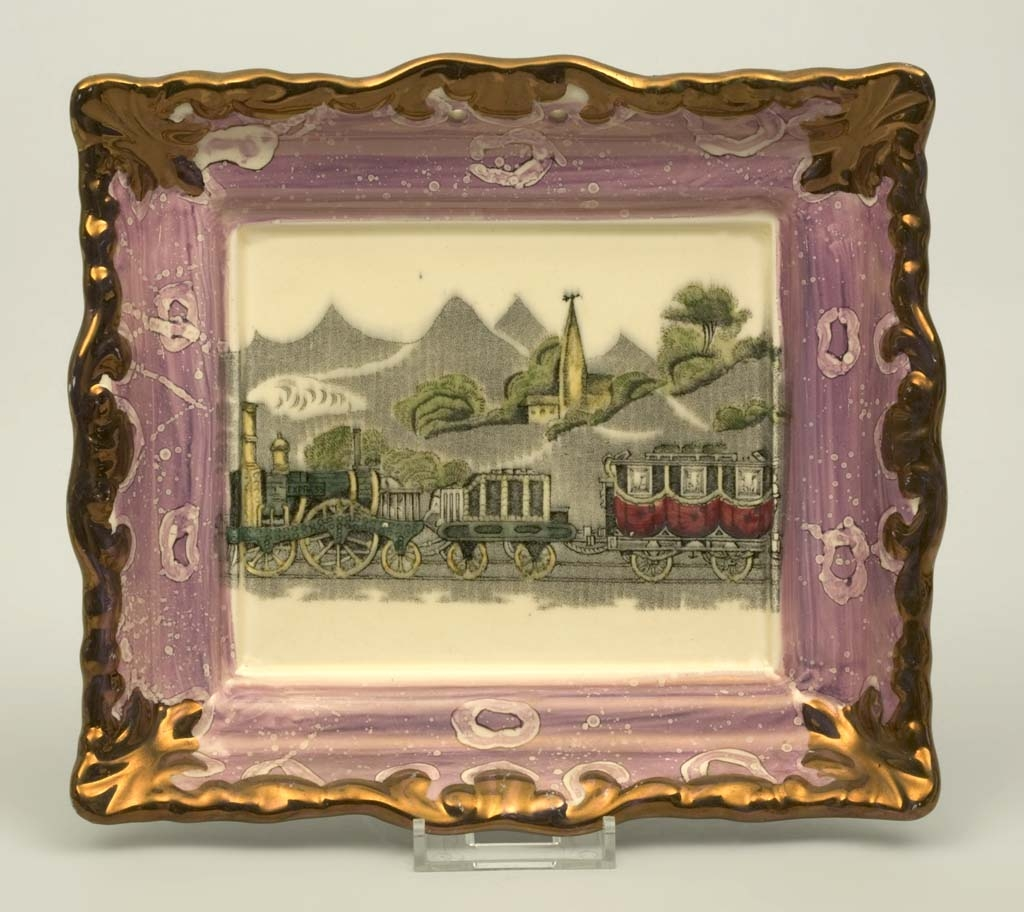
Assiette avec chemin de fer.
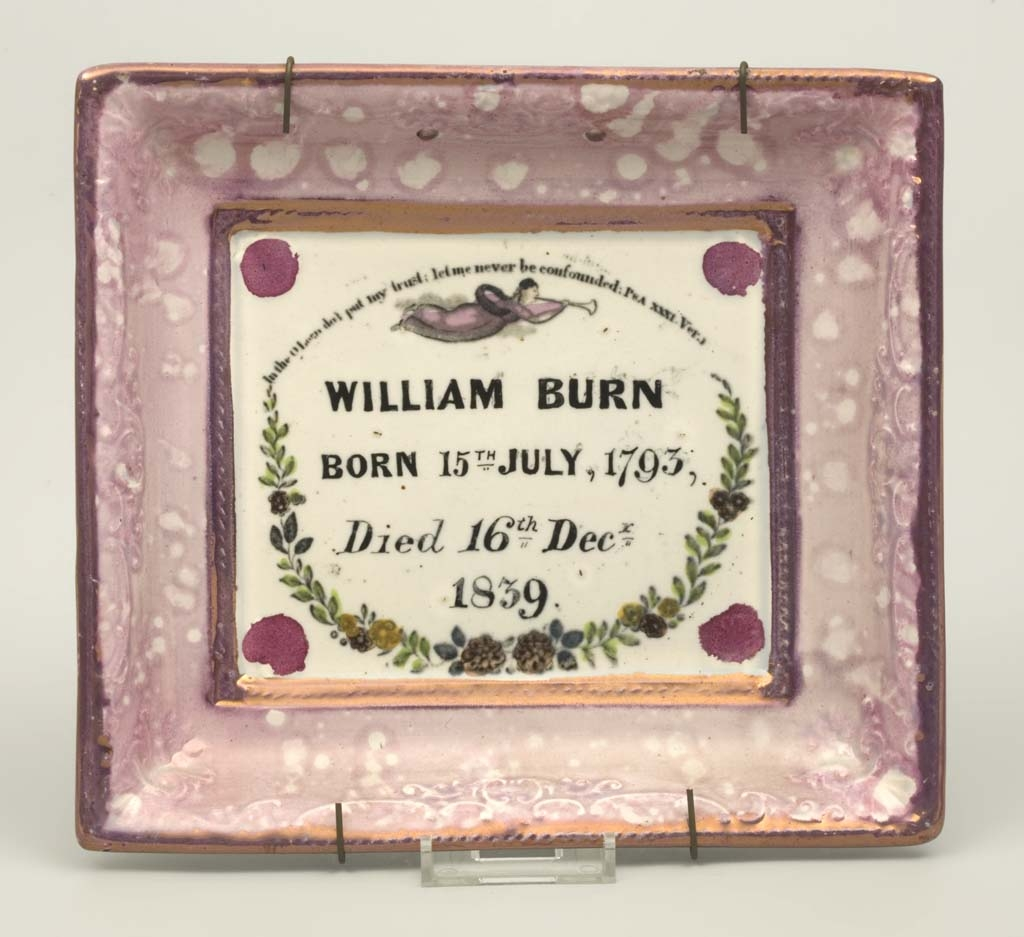
Assiette mémorielle, sans doute 1839.